# Dixie Carter
Pour les articles homonymes, voir Dixie Carter (catch) et Carter.
Dixie Carter, née le 25 mai 1939 à McLemoresville, (Tennessee), et morte le 10 avril 2010 à Houston, (Texas), est une actrice américaine.

## Biographie
Elle a eu deux filles d'Arthur Carter, Ginna et Mary. En 1984, elle s'est remariée avec l'acteur Hal Holbrook.

## Carrière
Elle est connue pour avoir interprété le personnage de Maggie McKinney dans la série Arnold et Willy, Julia Sugardbaker dans  Femmes d'affaires et dames de cœur et Gloria Hodge, mère d'Orson Hodge, dans la saison 3 de la série télévisée Desperate Housewives.

## Filmographie

### Télévision
- 1981 : The Killing of Randy Webster (TV) : Billie Webster
- 1983-1984 : Arnold et Willy : Maggie McKinney (saison 6, épisode 13) (saison 7, épisodes 3 et 11)
- 1986-1992 : Femmes d'affaires et dames de cœur : Julia Sugarbaker (rôle principal)
- Perry Mason: Echec à la dame.
- 1995 : Diagnostic : Meurtre : Patricia Purcell (saison 3, épisode 4)
- 1996 : Disparue dans la nuit : Ann Dowalibi
- 1999-2001 : Associés pour la loi : Randi King (rôle principal)
- 2003 : New York, unité spéciale : Denise Brockmorton  (saison 5, épisode 16)
- 2004 : La Star de la famille : Joyce Shanowski (saison 2, épisode 22)
- 2006-2007 : Desperate housewives : Gloria Hodge (divers épisodes de la saison 3)
- 2008 : Un noël recomposé : Evie Baer

### Cinéma
- 2010 : That Evening Sun (en) de Scott Teems (Ellen Meecham)